# Clistoabdominalis scalenus
Clistoabdominalis scalenus är en tvåvingeart som beskrevs av Skevington 2001. Clistoabdominalis scalenus ingår i släktet Clistoabdominalis och familjen ögonflugor. Inga underarter finns listade i Catalogue of Life.